# Pimpinella aurea
Pimpinella aurea är en flockblommig växtart som beskrevs av Dc. Pimpinella aurea ingår i släktet bockrötter, och familjen flockblommiga växter. Inga underarter finns listade i Catalogue of Life.